# Icenos
```
   |-
       |
Erro:
:  
valor não especificado para "
nome_comum
"
```

Os Icenos /iˈsẽnus/ (latim clássico: Iceni [ɪˈkeːniː]) ou Ecenos eram uma tribo britânica do leste da Grã-Bretanha durante a Idade do Ferro e o início da era romana. Seu território incluía a atual cidade de Norfolk e partes de Suffolk e Cambridgeshire, e fazia fronteira com a área de Corieltauvi a oeste, e Catuvellauni e Trinovantes ao sul. No período romano, sua capital era Venta dos Icenos na atual vila de Caistor St Edmund.
Júlio César não menciona os Icenos em seu relato de suas invasões à Grã-Bretanha em 55 e 54 a.C., embora possam estar relacionados aos Cenimagni, que César observa como vivendo ao norte do rio Tâmisa na mesma época. Os Icenos foram uma potência significativa no leste da Grã-Bretanha durante a conquista por Cláudio em 43 d.C., na qual se aliaram a Roma. A crescente influência romana em seus negócios levou à revolta em 47 d.C., embora eles tenham permanecido nominalmente independentes sob o rei Prasutagos até sua morte por volta de 60 d.C. 
A invasão romana após a morte de Prasutagos levou sua esposa Boadiceia a lançar uma grande revolta de 60-61. A revolta de Boadiceia colocou em risco o domínio romano na Grã-Bretanha e resultou no incêndio de Londínio e outras cidades. Os romanos finalmente esmagaram a rebelião e os icenos foram cada vez mais incorporados à província romana.

## Nome
O significado do nome Iceno (latim: Icēnī) é incerto. Em seu tratado de 1658 Hydriotaphia, Urn Burial, o polímata inglês Sir Thomas Browne sugere que os Icenos podem ter obtido seu nome do Iken, o antigo nome do rio Ouse, onde os Icenos teriam se originado. Robert Henry (1771) refere-se a uma nomenclatura sugerida da palavra britânica ychen, que significa bois. Ych (s.) e Ychen (pl.) ainda são usados no galês moderno. O '-i' final é uma terminação de caso plural nominativo latino adicionado ao nome tribal de duas sílabas.
Moedas icenias datadas do século I d.C. usam a grafia ECEN: um artigo de D. F. Allen intitulado The Coins of the Iceni, discute a diferença entre moedas com a inscrição ECE versus moedas com ECEN. Essa diferença, segundo Allen, diz aos arqueólogos e historiadores quando Prasutagos começou seu reinado porque as moedas não começaram a ler o nome da tribo até por volta de 47 d.C. Allen sugere que quando Antedios era rei dos Icenos, as moedas ainda não tinham o nome da tribo neles, mas sim o nome de seu governante, afirmando: Se assim for, as moedas sugerem que a era Prasutagos começou somente após os eventos de 47.
A palavra ECHEN em galês, conforme fornecida pelo dicionário etimológico Owen-Pughe de 1832, que evoluiu da língua nativa da Grã-Bretanha naquela época, significa origem ou fonte; uma tribo ou nação. O atual Dictionary of the Welsh Language define echen como “estoque, linhagem, família, tribo, fonte, origem, natureza”, cognato em Córnico eghen.

## Arqueologia
Evidências arqueológicas dos Icenos incluem torques - pesados anéis de ouro, prata ou eletro usados ao redor do pescoço e ombros. Os Icenos começaram a produzir moedas por volta de 10 a.C. Suas moedas eram uma adaptação distinta do design galo-belga "cara/cavalo" e, em algumas das primeiras edições, mais comuns perto de Norwich, o cavalo foi substituído por um javali. Algumas moedas têm a inscrição ECENI, tornando-os o único grupo produtor de moedas a usar seu nome tribal nas moedas. O primeiro nome pessoal a aparecer em moedas é Antedios (cerca de 10 a.C.), e outros nomes abreviados como AESU e SAEMU seguem.

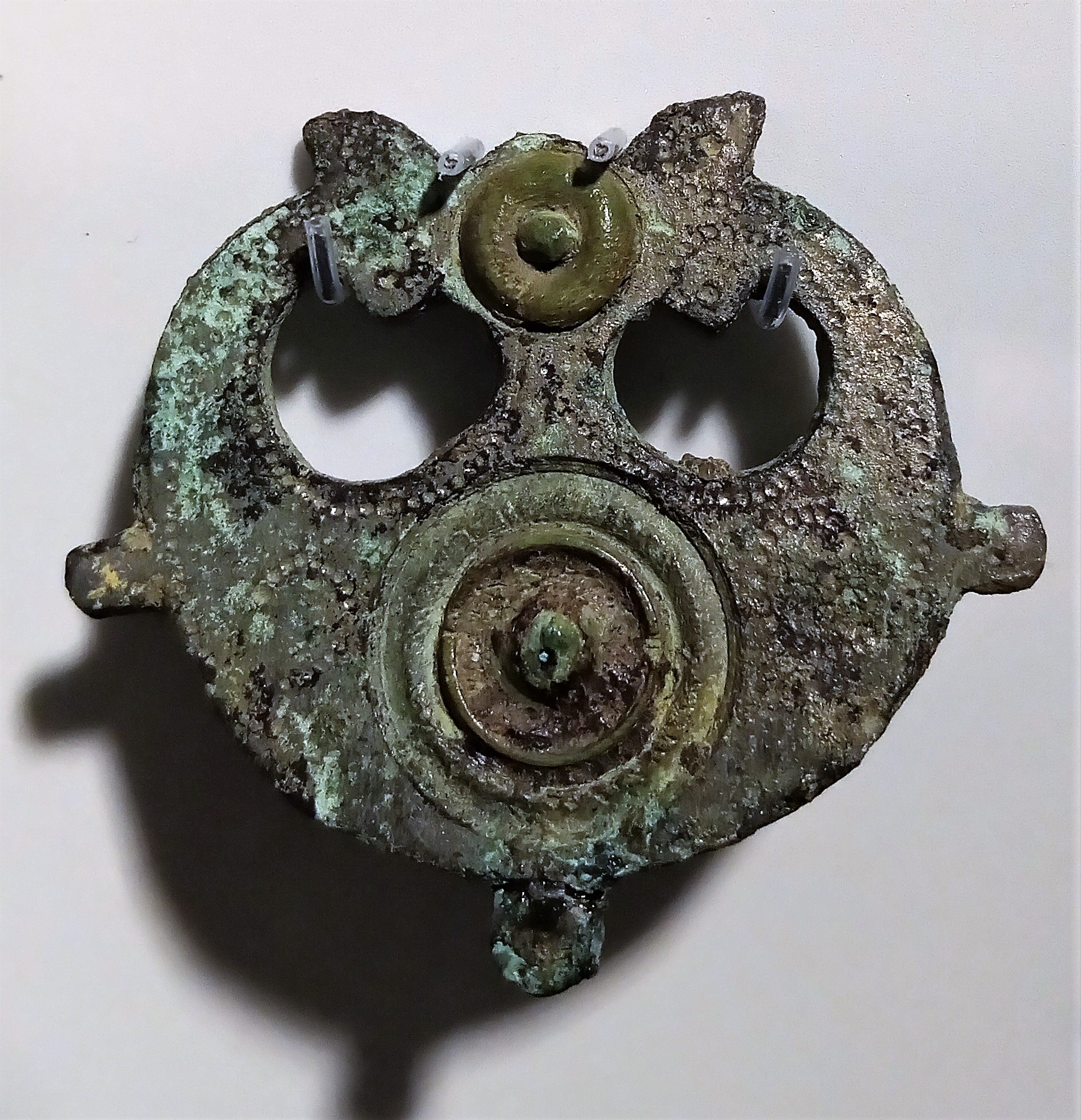
Broche de placa Iceni encontrado em Caistor St Edmund (Norfolk Museums Collections)

A chamada Estrada Icena, um antigo caminho que une a Ânglia Oriental com Chilterns, foi denominada assim na honra deste povo britânico.

## História conhecida dos Icenos
Tácito registra que os icenos não foram conquistados durante a invasão da Britânia pelas tropas do imperador Cláudio em 43, devido a que tinham assinada uma aliança voluntária com Roma. Contudo, em 47 sublevaram-se contra o Império quando o governador Públio Ostório Escápula tratou de desarmá-los; Ostório iniciou ações militares contra eles, e venceu-os numa dura batalha durante o assédio de um dos seus castros fortificados, mas continuaram mantendo uma independência ao menos nominal. O sítio da batalha poderia ter decorrido em Stonea Camp, no atual condado de Cambridge.
Um segundo levantamento, muito mais sério, aconteceu por volta de 60 ou 61, quando o rei dos icenos Prasutanag, que fora aliado dos romanos, faleceu. Não era prática infrequente para um rei-cliente dos romanos que ao falecer deixara em herança o reino ao Império, mas Prasutanag pensou numa fórmula alternativa para assegurar a independência do seu povo e legou o seu reino ao imperador romano ex-aequo com as suas duas filhas.
Contudo, os romanos ignoraram o testamento e o procurador Cato Deciano apropriou-se de toda a herança do rei falecido; quando os icenos protestaram do abuso, na pessoa da sua rainha viúva Boudica, Deciano ordenou às suas tropas sufocar o protesto, e estas ultrapassaram-se no emprego da força, açoitando a rainha e violando as suas filhas. Esta ação provocou um forte mal-estar entre a população, que foi usado por Boudica para chamar a sua tribo para a rebelião e, posteriormente, atraindo a tribo dos Trinovantes, vizinha deles e que vira como os romanos tornavam a sua capital, Camuloduno numa colônia de veteranos romanos.
Enquanto o governador da Britânia, Caio Suetônio Paulino encontrava-se guerreando a norte de Gales, os Icenos e os Trinovantes, dirigidos por Boudica, caíram sucessivamente sobre as cidades de Camuloduno (Batalha de Camuloduno, em 60/1), Londínio e Verulâmio, onde assassinaram a população que não pôde fugir e incendiaram as povoações até os alicerces. Finalmente, Suetônio, que regressara com parte das suas tropas, atraiu os icenos à batalha num terreno favorável para os romanos, enfrentando-se na Batalha de Watling Street, na qual, apesar de a coligação icena-trinovante superar os romanos numa proporção de 5 a 1, foram derrotados graças às táticas, melhor equipamento e superior disciplina dos romanos. A derrota deveio numa massacre, na qual faleceram, segundo relata Tácito nos seus Annales, cerca de 80 000 britanos, homens, mulheres e crianças. O lugar da batalha não foi estabelecido com segurança.

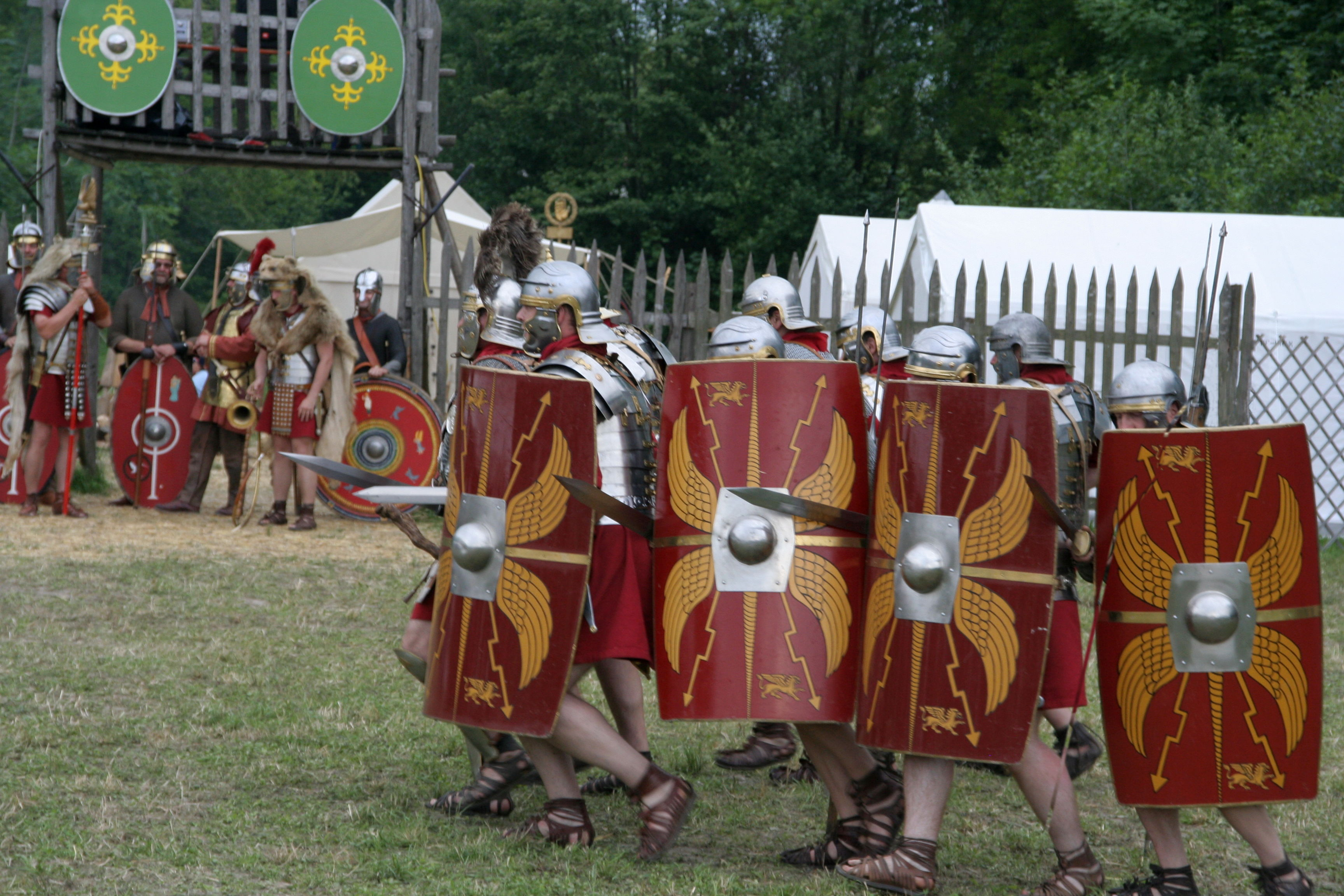
Avanço de uma legião romana em posição de ataque.

Os Icenos estão registrados como "civitas" da Britânia Romana na Cartografia de Cláudio Ptolomeu que assinala Venta Icenorum como uma das suas cidades. Venda, que também se encontra mencionada na Cosmografia de Ravenna e no Itinerário Antonino, foi um assentamento que pode ser localizado perto de Casiter St.Edmunds, a cerca de 7,5 Km a sul da atual Norwich e a cerca de dois Km. de um assentamento da Idade do Bronze em Arminghall.